# جاك كيلبي
جاك كيلبي (بالإنجليزية: Jack St. Clair Kilby)‏ ولد في 8 نوفمبر 1923 في الولايات المتحدة في مدينة جفرسون سيتي وتوفي في 20 يونيو 2005 في دالاس، تكساس. مهندس كهربائي أمريكي، و اشتهر باختراعه للدارة المتكاملة في سنة 1958 عمل في تكساس إنسترومنتس.
حاز على جائزة نوبل سنة 2000 وحصل أيضا على جائزة كيوتو سنة 1993.

## حياته
عاش في جريت بند Great Bend بولاية كنساس.
حصل على دبلوم بكالوريوس علمي في الإلكترونيات بجامعة إلينوي بعد ذلك حصل على الماجستير سنة 1950.

## روابط خارجية
- جاك كيلبي على موقع الموسوعة البريطانية (الإنجليزية)
- جاك كيلبي على موقع مونزينجر (الألمانية)
- جاك كيلبي على موقع ميوزك برينز (الإنجليزية)
- جاك كيلبي على موقع إن إن دي بي (الإنجليزية)